# Brailes
Brailes – wieś w Anglii, w hrabstwie Warwickshire, w dystrykcie Stratford-on-Avon. Leży 26 km na południe od miasta Warwick i 115 km na północny zachód od Londynu. W 2001 miejscowość liczyła 1023 mieszkańców.